# Plattformlift

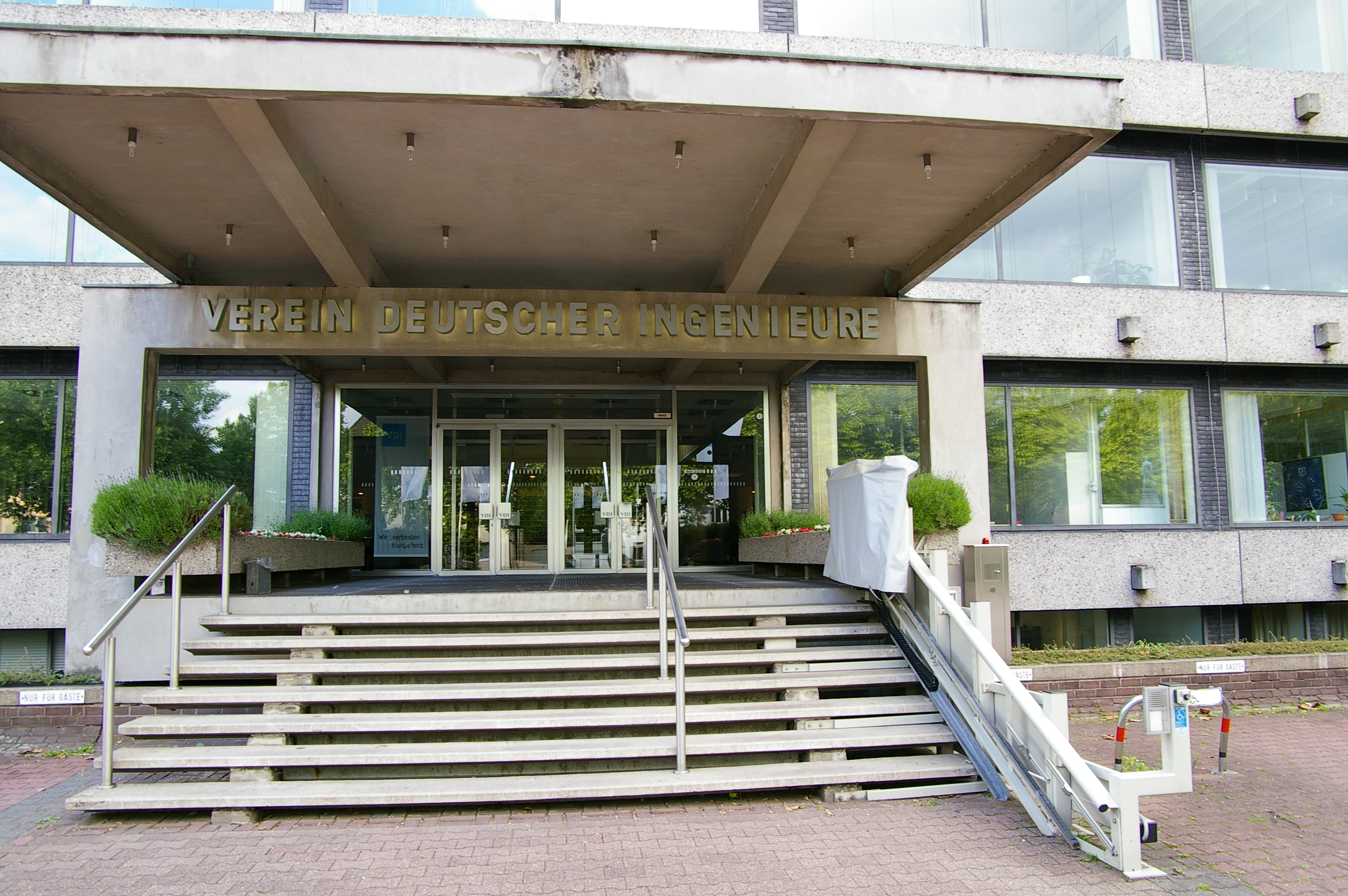
Verein Deutscher Ingenieure mit Plattformlift am Eingang

 Als Plattformlift werden Hebeeinrichtungen bezeichnet, die als Lastaufnahmemittel eine Plattform haben.
Geräte dieser Art werden für Güter und für Personen verwendet, bei letzterem vor allem für körperbehinderte Menschen, die sich überwiegend im Rollstuhl  befinden. Anwendungsorte für diese Geräte sind Gebäude mit übereinander angeordneten Ebenen sowie Radfahrzeuge.

## Anwendung an und in Gebäuden

### Vertikalhub
Gebäudezugänge haben häufig eine Zugangsebene, die sich erheblich über der umgebenden Bodenfläche befindet, jedoch noch keine Stockwerkshöhe hat. Üblich sind dabei etwa 0,5 bis 1,2 Meter. Um eine größere Last oder einen im Rollstuhl befindlichen Menschen auf diese Ebene hoch zu befördern, können Plattformlifte angewendet werden. Sie bestehen im Wesentlichen aus einer Plattform, einem Antriebssystem, einem Tragsystem und einer oder mehrerer Steuerstellen. Sie sind baulich oft sehr ähnlich wie Hebebühnen.
Ein Plattformlift soll nicht nur eine vertikale Positionsveränderung durchführen, sondern auch eine horizontale Positionsveränderung der verschiebbaren Last oder des beförderten Menschen ermöglichen. Dies wir erreicht, indem die Plattform in den jeweiligen Endpositionen mit möglichst geringer Differenz auf die Höhe der betreffenden Gebäudeebenen gefahren wird. Die horizontale Bewegung auf die oder von der Plattform herunter muss meist mit Muskelkraft von Bedienern oder von der beförderten Person vollzogen werden.
Voraussetzung für die Anwendung ist baulicherseits, dass neben dem Freiraum auf der unteren Ebene für das Tragwerk ein freier Zugang zu der oberen Ebene besteht, an den die Plattform dicht genug herangehoben werden kann.
Neben den oben erwähnten Hauptteilen kann ein Plattformlift noch zusätzliche Einrichtungen wie bewegliche Überfahrklappen, Arretierungen und Geländer und Witterungsschutzeinrichtungen haben.
Plattformlifte müssen neben dem Gewicht des Rollstuhlfahrers an sich gleichzeitig dessen Rollstuhl transportieren können. Dementsprechend liegt die Tragkraft bei wenigstens 200 kg.

### Schräghub
Eine Spezialform sind mit Plattform ausgestattete Treppenlifte bzw. Treppenschrägaufzüge, die häufig für Personen im Rollstuhl verwendet werden.
Für Lasten bis ca. 225 kg werden Wechselstrommotoren mit einfachem Netzanschluss verwendet, für höhere Lasten kommen Drehstrommotoren zum Einsatz.
Die Plattform bei fast allen Modellen misst 100 × 80 cm und kann bei Nichtbenutzung häufig platzsparend hochgeklappt werden. Für die Benutzung ohne Rollstuhl in stehender Haltung kann es auch kleinere Plattformgrößen geben.
Falls erforderlich, kann der Plattformlift auch durch eine Hilfsperson gesteuert werden. Dies kann zum einen durch Außensteuerungen realisiert werden, die am oberen und unteren Fahrbahnende angebracht werden. Zum anderen kann eine Begleitperson auch direkt mit der Plattform mitgehen und den Lift über eine Kabelfernbedienung steuern.

### Sicherheitseinrichtungen
Gegen unbeabsichtigtes Wegrollen befinden sich an den Plattformseiten hochklappbare Überfahrklappen sowie Sicherheitsbügel, die vor Fahrtbeginn automatisch schließen. Dadurch wird nicht nur die Möglichkeit des Festhaltens geboten, sondern auch ein Abrutschen des Rollstuhls verhindert. Zudem besitzen die meisten Plattformlifte eine rutschtfeste Bodenplatte, die zusätzliche Sicherheit gegen Wegrutschen garantieren soll. Eine Sicherheitssensorik an den Sicherheitsbügeln, den Überfahrklappen und dem Plattformboden schützt die Fahrt vor Hindernissen auf der Treppe. Notstoppschalter am Lastenaufnahmemittel und an den Außensteuerungen schützen vor Gefährdungen.
Die Steuerung mit Tastschaltern oder fallweise einem Handschalter an einem flexiblen Kabel hat eine Totmannsteuerung, die bei Loslassen sofort zum Stillstand führt.

## Anwendung an Radfahrzeugen
Plattformlifte an Radfahrzeugen gibt es ebenfalls sowohl für die Bewegung von Gütern als auch von Personen. Für Güter wird hier häufig die Form der Ladebordwand verwendet, die an LKW zum Heckabschluss hochgeklappt werden kann. Vielfach finden Plattformlifte Anwendung an Fahrzeugen, mit denen (auch) im Rollstuhl sitzende Personen befördert werden.

### Systeme und Typen
Die DIN EN 1756-2 unterscheidet hier im Anhang A folgende Hebesysteme:
- Hubladebühnen mit Parallelogrammführungen, wobei hinsichtlich der Anbringung der Parallelogramm-Mechanik „innenliegende“ und „außenliegende“ (z. B. Ladebordwand und Hubarbeitsbühnen). Die Bewegung der Plattform erfolgt dabei teilweise bogenförmig
- Unterflur eingebaute Systeme mit Parallelogrammführung (auch „Kassettenlift“ genannt)
- Systeme mit Säulen-Führungen mit vertikaler Bewegung.
- Teleskop-Systeme (mit Hydraulikzylinder oder Pneumatikzylinder)
- Schwenkbare Typen, bei denen die Plattform vor dem Absenken seitlich aus dem Wagenkasten heraus oder nach dem Hub wieder hinein geschwenkt wird.
- eingesetzte oder stufenbildende Systeme, die sich innerhalb eines Ausschnittes im Boden am Eingangsbereich von Wagen zum Personentransport bewegen.

### Sicherheitseinrichtungen
Als Sicherheitseinrichtungen werden hierfür genannt:
- Schwenkbarer Fußschutz an Fahrzeugboden und/oder Plattform
- Sicherheitsabschaltung gegen Einklemmen des Fußes
- Begrenzung der Schließkraft
- Schutzklappen und -bügel als Abrollsicherung für Rollstühle

## Einschlägige Normen
- ISO 9386-1, Norm, 2000-11

Kraftbetriebene Hebebühnen für Personen mit eingeschränkter Mobilität – Regeln für Sicherheit, Maße und Betrieb – Teil 1: Hebebühnen mit senkrechtem Hub
- ISO 9386-2, Norm, 2000-11

Kraftbetriebene Hebebühnen für Personen mit eingeschränkter Mobilität – Regeln für Sicherheit, Maße und Betrieb – Teil 2: Kraftbetriebene Treppenlifte, die sich in einer geneigten Ebene bewegen, für Sitzende, Stehende und Rollstuhlbenutzer
- EN 81-40

Sicherheitsregeln für die Konstruktion und den Einbau von Aufzügen – Spezielle Aufzüge für den Personen- und Gütertransport – Teil 40: Treppenschrägaufzüge und Plattformaufzüge mit geneigter Fahrbahn für Personen mit Behinderungen; Stand 2008
- EN 81-41,

Sicherheitsregeln für die Konstruktion und den Einbau von Aufzügen – Spezielle Aufzüge für den Personen- und Gütertransport – Teil 41: Vertikale Plattformaufzüge für Behinderte; Stand 2010
- DIN EN 1756-1 Plattformlifte für die Anbringung an Radfahrzeugen – Sicherheitsanforderungen – Teil 1: Hubladebühnen für Güter
- DIN EN 1756-2 Plattformlifte für die Anbringung an Radfahrzeugen – Sicherheitsanforderungen – Teil 1: Hubladebühnen für Passagiere
- EU-Richtlinie 98/37/EG (Die EU-Richtlinie 98/37/EG wurde am 29. Dezember 2009 durch die neue Maschinenrichtlinie 2006/42/EG abgelöst!)